# 저우언라이
저우언라이(周恩來(중국어 정체자: 周恩來, 병음: Zhōu Ēnlái, 한자음: 주은래,), 1898년 3월 5일 ~ 1976년 1월 8일)는 중화인민공화국의 혁명가 및 정치인 겸 외교관이다. 제1대 중화인민공화국 국무원 총리 및 중공 대륙 본토 과도정부수반 권한대행 등을 지냈다.
원래 처음에는 중국국민당(1923년~1927년)에 입당했으나 4년이 지나 탈당하고, 1927년부터 중국 공산주의 혁명에 투신했으며, 국공내전에서 중화 소비에트 공화국을 이끌었고, 1949년 중화인민공화국 건국에 참여해 1976년 사망할 때까지 중화인민공화국 총리로 재임했으며 1958년까지 외교부장을 겸했다.  
저우언라이는 중국공산당에서 지도적인 역할을 하여 공산당의 권력으로 상승에서 그리고 중국의 경제 건설과 사회 개혁에서 수단이 되었다.  저그는 실력있고 능력있는 외교관으로 평화 공존을 옹호하였다.  그는 30년간 중국-소련간 30년간 동맹 조약 (1950년)을 맺고, 제네바 회담 (1954년)과 반둥 회의 (1955년)에 참여하였다.  1971년 그는 헨리 키신저를 중공으로 환영하여 이듬해 2월 베이징에서 마오쩌둥과 미국의 리처드 닉슨 대통령 사이에 역사적 만남을 정리하고 실행하는 데 큰 책임이 있었다.
저우언라이는 자신의 온건적인 자세로 사인방으로부터 공격을 받았어도 살인적인 숙청을 살아남고 1976년 사망까지 중국공산당의 리더십과 국무원 총리직에서 자신의 직위를 유지하였다.  그는 중국의 대중과 매우 인기가 있었고 그의 사후 대중의 애도의 표현은 천안문 사건과 덩샤오핑의 권력으로부터 일시적 제거로 이끌었다.
자는 상우(翔宇)이고 호는 비비(飛飛), 오호(伍豪), 소산(少山), 관생(冠生)이다.

## 초기 생애와 교육

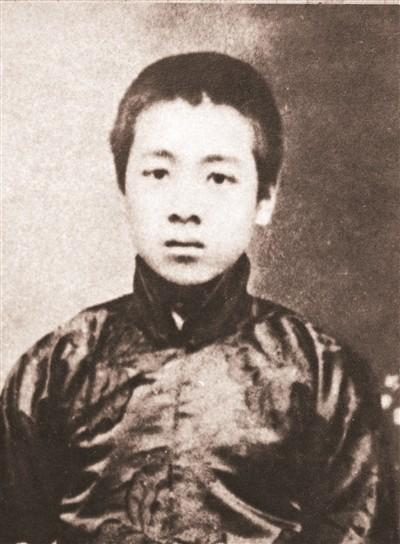
1912년의 저우언라이

장쑤성 화이안에서 태어났다.  그의 가족은 교육을 받은 학자 계층에 속했어도 형편이 좋지 않았다.  그의 조부는 저임금의 하급 공무원이었고 그의 부친은 과거제를 되풀이적으로 실패하여 자신의 일생을 통하여 하급 사무원으로 남아있었다.  저우언라이는 불행한 어린 시절을 보냈다는 것이 말해졌다.  그는 저우 가문의 만아들이자 맏손자였다.  저우언라이가 아직도 1살도 되지 않을 때 그는 결핵으로 죽어가던 그의 부친의 동생 저우이간에 의하여 입양되었다.  이 입양은 전통적이 높은 수준의 유교 집안에게 심각한 스캔들로 동생이 자식 없이 죽지 않도록 하기 위해서였다.  
그의 양어머니 천 여사는 그가 걷기 시작하면서 그에게 한자를 가르치기 시작하였다.  그가 4세가 될 무렵 그는 수백개의 단어들을 읽고 쓸 수 있었다.  1907년 9세때 저우언라이의 생모가 결핵으로 사망하였고 이듬해 여름 천 여사도 사망하였다.  저우언라이는 가끔 자신의 가족을 위하여 식량을 얻는 데 밭에서 일하였다.  이제 그가 고아였던 이래 1910년 그가 화이안을 떠나 자신의 큰아버지 저우이캉과 사는 데 만주의 선양으로 이주하는 데 조치되었다.  거기서 "새로운 배움" - 중국의 역사, 지리와 문학은 물론 수학과 자연과학을 가르쳤던 둥관 학교에 입학되었다.  학생들은 저우언라이가 자유, 민주주의와 미국과 프랑스의 혁명들에 관하여 구독했던 학생들은 서방의 책들의 해석들로 노출되었다.
1913년 15세의 나이에 저우언라이는 둥관 학교를 졸업하고 그해 9월 톈진에 위치한 난카이 중학교에 입학하였다.  다음 4년의 세월 동안 그는 명성이 있는 미국의 자금을 지원받은 선교 학교에서 성실한 학생이었다.
자신의 교육의 시기를 통하여 중국은 혼란스러웠다.  1911년 쑨원의 신해혁명이 청조를 전복하고 중화민국을 설립하였다.  유럽에서 제1차 세계 대전읠 발발이 유럽의 제국주의자들로부터 압력을 완화했으나 일본을 위하여 그 지배력을 강화하는 데 기회를 제시하였다.  저우언라이는 중국이 외국의 개입으로 파괴되고, 분노, 항의 그리고 곤경에 대한 분노를 공유했던 것을 볼 수 있었다.
1917년 저우언라이는 더욱 나가서의 수학들을 위하여 도쿄로 건너갔다.  그의 목적은 자신이 중국의 청소년에게 미치는 영향을 가질 수 있도록 교사가 되는 것이었으나 그는 자신이 집중할 수 없었다는 것을 찾아냈다.  그는 일본어와 함께 공부할 수 없었고 어려움을 가졌다.  난카이에서 그는 일본이 중국에 노력하고 있었던 군사적 그리고 정치적 압박에 그리고 무정부 상태로의 끊임없는 미끄러짐에 반대하는 글을 쓰고 연설을 했다.  그는 무엇이 자신의 세대가 중국을 구할 수 있는 것에 생각하는 데 자신의 동료 학생들을 도전하였다.  그들의 응답은 공부하고 과학과 직업들에 교육을 받게 되는 것이었다.  중국은 엘리트층, 지식이 풍부한 의사, 공학자과 교사들을 필요하였다.  "그러나 왜?"라면서 "만약 중국이 사라지면 무엇이 공부에 쓰이는가?"라고 그는 의문하였다.  저우언라이는 일본을 떠나기로 결정하였고 난카이 동문 둥광셴에 의하여 부분적으로 영향을 받았다.
1919년 5월 초순에 낙담하고 자신의 교육을 완료 하지 않은 체 그는 일본을 떠났고 베르사유 조약에 항의하고 일본군에게 산둥반도의 부여한 지극한 중대한 5·4 운동에 참여하는 시간에 5월 9일 톈진에 도착하였다.  

## 혁명 활동들

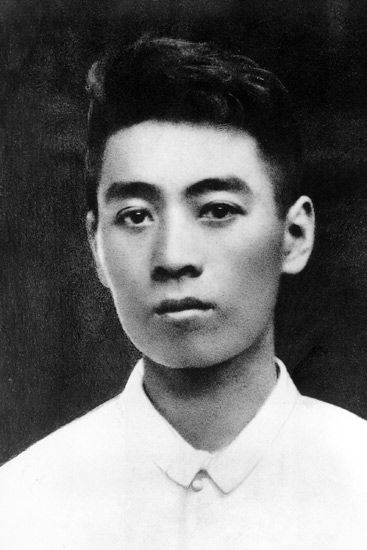
1919년의 저우언라이

저우언라이는 5·4 운동이 일어난 동안 활동가로서 전국적으로 유명해졌다.  그는 자신에게 캠퍼스를 방문할 수 있게 한 난카이 대학의 문학부에 학생으로 입학했으나 전혀 수업에 참석하지 않았다.  그는 공개적으로 천명된 목적이 "군벌들과 그리고 제국주의자들과 싸우고 소멸로부터 중국을 구하는" 것이었던 톈진 학생회의 결성자들 중의 하나였다.  저우언라이는 학생회의 신문 "톈진 학생"의 편집자가 되엇다.  9월에 그는 12명의 남성과 8명의 여성들과 함께 "인식사회"를 창립하였다.  그의 훗날의 부인 15세의 덩잉차오도 또한 창립 여성 회원들 중의 하나였다 (그들은 1925년 8월 8일 훨씬 나중에야 결혼하였다).  저우언라이는 전남성 톈진 학생회와 전여성의 여성 애국 협회 사이의 합병에 주요 수단이었다.
1920년 1월 경찰이 급습하여 인식사회의 몇몇 회원들을 체포하였다.  저우언라이는 체포에 대항하는 데 학생들의 단체를 지도하였고 자신도 다른 28명과 함께 더불어 체포되었다.  7월에 열린 재판 후에 그들은 경미한 범죄로 유죄 판결을 받고 석방되었다.  시도는 저우언라이를 중국공산당으로 헌액시키는 데 코민테른에 의하여 만들어졌으나 그가 마르크스주의를 공부하고 있었어도 그는 당파심이 없는 것으로 남아있었다.  훈련을 받기 위하여 모스크바로 가는 데 선발되는 대신 그는 학생 결성자로서 프랑스로 가는 데 선택되었다.  덩잉차오는 그의 결석에 인식사회를 맡게 되었다.

## 프랑스 유학 시절과 유럽에서 세월들

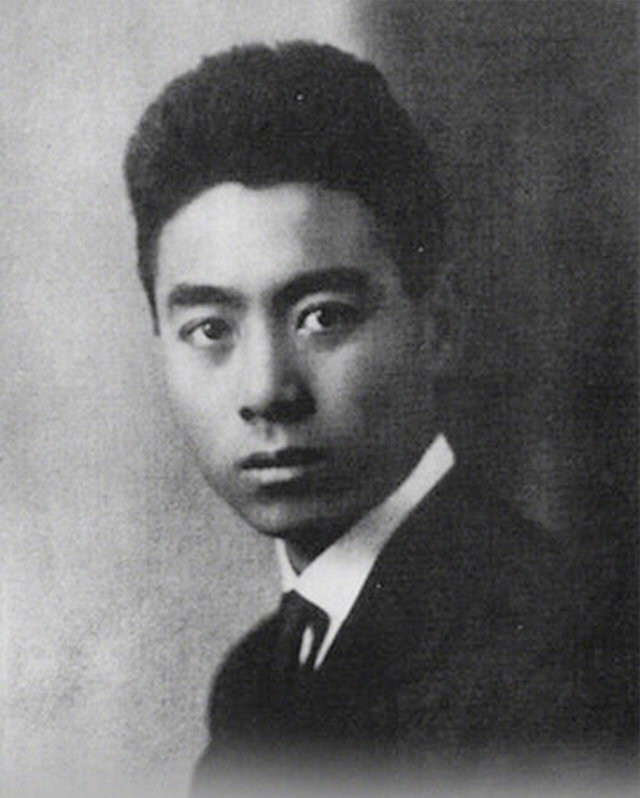
프랑스 유학 시절

1920년 11월 7일 저우언라이와 196명의 다른 학생들은 상하이에서 프랑스 마르세유를 향하여 항해하였다.  마르세유에서 그들은 중국-프랑스 교육 위원회의 일원에 의하여 만나졌고 파리로 향하는 열차를 탔다.  자신이 도착하자 마자 저우언라이는 학생들과 "일하고 공부하는" 프로그램을 운영하는 교육 당국 사이의 싸움에 휘말렸다.  학생들은 시간제로 공장에서 일하고 수업에 참석해야 하는 것이었다.  교육 위원회에서 부패와 부정 이득 때문에 학생들은 돈을 받지 못했다.  결과로서 그들은 단순하게 프랑스의 공장 주인들을 위하여 값싼 노동을 제공하고 그 대가로 매우 적은 교육을 받았다.  중국에서 저우언라이는 위원회와 부패 공무원들을 비난하는 신문들을 썼다.
1월 영국으로 떠난 저우언라이는 자신이 신청을 한 에딘버러 대학교에서 학생으로 받아졌다.  대학의 기간은 10월까지 시작하지 않아 그는 프랑스로 돌아와 공산주의 세포를 세우고 있었던 류칭양과 장센푸와 함께 들어갔다.  저우언라이는 조직에 가입하고 정치적 그리고 조직적 업무와 함께 위탁되었다.  저우언라이가 중국공산당에 입당했을 때 날짜 논란이 있다.  비밀을 유지하는 데 당원들은 당원 카드를 가지고 다니지 않았다.  저우언라이는 1945년 당의 제7대회에서 수행된 검증에서 "1922년 가을"이라고 썼다.
프랑스에 2,000명, 잉글랜드와 벨기에에 각각 200명 그리고 독일에 300명과 400명 사이의 중국인 학생들이 있었다.  다음 4년 동안 저우언라이는 "사회주의 청년 연맹"의 주요 모집자, 결성자이자 활동 조정자였다.  그는 벨기에, 독일과 프랑스 사이를 끊임없이 여행을 다녀 당원들이 혁명의 실력들을 배웠던 모스크바로 열차를 타는 데 베를린을 통하여 안전하게 그들을 운반하였다.
1921년 천두슈에 의하여 설립된 중국공산당은 처음에 그들이 쑨원의 새로운 국민당과 "통일전선"을 설립한 코민테른의 제안을 거절하였으나 2년 후에 중국공산당은 그 정책을 바꾸었다.  저우언라이는 이제 유럽에서 2개의 광대하게 다른 정치 운동들 사이에 협력을 조정하는 임무를 맡았다.  그는 분명히 국민당의 중심지 광저우에서 통일전선의 임무를 맡는 데 중국으로 귀국하는 명령을 받은 좋은 일을 했다.  1924년 7월 그는 홍콩에 도착했다.

## 제1차 국공 합작

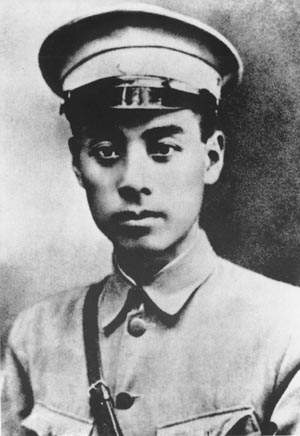
1924년 중화민국 육군군관학교 정치부 국장 시절의 저우언라이

1924년 1월 쑨원은 국민당과 공산당원들 사이에 동맹 그리고 중국을 통일하고 군벌을 파괴하는 군사 원정을 위한 계획을 공식적으로 선포하였다.  군벌들을 향하여 행렬할 군대를 위하여 사관들을 훈련시키는 중화민국 육군군관학교가 3월에 세워졌다.  수업들이 5월 1일 시작되고 공식적 개막식에서 쑨원에 의하여 주어진 연설은 이후에 중화민국의 국가의 가사가 되었다.  러시아의 배들이 광저우에서 무기 상자들을 내렸다.  모스크바에서 온 코민테를 조언자들이 쑨원의 측근자에 가입하였다.  10월 자신이 유럽에서 돌아와 도착한지 얼마 안되어 저우언라이는 장제스가 사령관이었던 중화민국 육군군관학교에서 정치부의 부국장이 되었다.  
곧 저우언라이는 국민당이 호기심이 가득했던 것을 알아차렸다.  국민당의 강력한 우익은 공산당 동맹으로 쓰라리게 반대되었다.  저우언라이는 살아남으려는 목적에 중국공산당이 그 소유의 군대를 가져야 한다는 것을 확신되었다.  "국민당은 배신적인 군벌들의 제휴"라고 그는 최근에 모스크바로부터 도착하여 육군군관학교의 부국장으로 임명된 자신의 친구 녜룽전에게 말했다.  그들은 함께 중국공산당의 당원들이며 마르크스주의의 원칙들을 따를 사관 생도들의 핵심을 결성하였다.  그 동안 그들은 육군군관학교의 국장 장제스로부터도 아무런 방해도 받지 않았다.  
1925년 3월 12일 쑨원이 사망하였다.  그가 죽자 마자 광저우에서 문제가 발생하였다.  군벌 천중밍은 도시와 광둥성을 차지하는 데 입찰을 만들었다.  저우언라이에 의하여 이끌어진 동부 원정은 천중민에 대항하는 군사적 공격으로서 결성되었다.  중국공산당 생도들의 규율 있는 핵심을 이용한 원정은 엄청난 성공을 만났다.  저우언라이는 육군군관학교의 계엄령부의 우두머리를 맡는 데 승진되어 도시 안에서 또다른 군벌에 의하여 시도된 쿠데타를 빠르게 분쇄하였다.  그해 10월 천중밍은 다시 전투를 시작하였고 이번에 남중국해에 중요한 도시 산터우를 포획한 저우언라이에 의하여 꺾여졌다.  저우언라이는 산터우와 둘러싸인 지방의 특별위원이 되었다.  그는 회원직이 자신이 비밀로 지켰던 산터우에서 당의 지점을 건설하기 시작했다.
8월 8일 저우언라이와 덩잉차오는 거의 5년간 장거리 연애 후에 결국 결혼하였다.  부부는 자식이 없던 것으로 남아있었으나 몇몇의 "혁명 순교자"의 고아들을 입양했으며 그 중에 더욱 유명해진 한명은 훗날의 총리 리펑이었다.
쑨원의 사후, 국민당은 장제스, 랴오중카이와 왕징웨이로 구성된 삼두정치에 의하여 운영되었으나 8월에 좌익 당원 랴오중카이가 살해되었다.  장제스는 계엄령을 선포하고 국민당원들의 우익 통치를 통합하는 데 이 살해 사건을 구실로 이용하였다.  1926년 3월 18일 통일전선의 러시아인 코민테른 조언자 미하일 보로딘이 상하이에 있었던 동안 장제스는 공산주의자들로부터 권력을 강탈하는 데 더욱 나가서의 사건을 창조하였다.  중산 군함 사건에서 국민당 포함의 사열관이자 선원은 육군군관학교 부두에서 체포되었다.  이것은 중화민국 육군군관학교와 제1군 본부에서 급습들에 의하여 이어졌다.  녜룽전을 포함한 65명의 공산주의자들이 함께 체포되었다.  비상사태가 선포되었고 통금령이 내려졌다.  저우언라이는 산터우로부터 겨우 돌아오고 또한 48 시간 동안 구금되었다.  자신의 석방에 그는 장제스와 맞서 통일전선을 훼손한 것으로 그를 비난했으나 장제스는 자신이 공산주의자들에 의한 음모를 깼던 것 뿐이었다고 주장하였다.  보로딘이 상하이로부터 돌아왓을 때 그는 장제스의 생각을 믿고 저우언라이를 꾸짖었다.  장제스의 요청에 보로딘은 또한 국민당의 당원들이기도 했던 중국공산당의 전체 당원들의 명단을 검토하였다.  이 명단의 유일한 누락은 저우언라이가 비밀적으로 모집했던 당원들이었다.  장제스는 제1군으로부터 중국공산당 사관들의 나머지를 전부 해고하였다.  공산주의자들에게 너무 동정심으로 숙고된 왕징웨이는 유럽에서 "수학 순방"에 나가도록 설득당했다.  저우언라이는 제1차 국공 합작과 관련된 모든 직무에서 해임되어 효과적으로 완전한 통치를 장제스에게 넘겼다.

## 상하이에서 옌안으로

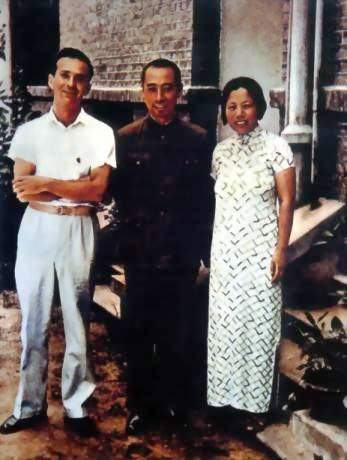
1938년 부인 덩잉차오와 미국의 저널리스트 에드거 스노와 함께 (중앙이 저우언라이)

1926년 국민당과 공산당은 봉건주의와 제국주의를 반대하는 중국의 혁명을 가속화하고, 지방 군벌들의 지배를 끝내고 국민당원들 아래 중국을 통일하는 목적을 둔 군사 캠페인 북벌을 시작하였다.  저우언라이는 노동 선동가로 일했다.  그해 그는 상하이에서 총파업을 결성하여 도시를 국민당에게 열었다.
국민당이 공산당으로부터 깨졌을 때 장제스의 국민당 정권은 4·12 사건으로 불린 공산당원들과 그들의 동정자들의 억압을 시도하였다.  1927년 4월의 시작에 4·12 사건은 많은 중국의 주요 도시들, 대부분 상하이를 통하여 펴져나갔다.  서서히 그는 더욱 정통적인 중국공산당의 도시 중심 지점으로부터 마오쩌둥의 새로운 시골 혁명의 새로운 브랜드로 자신의 충성심을 옮기기 시작하였고 중국공산당의 현저한 당원들 중의 하나가 되었다.  이 변화는 1935년 1월 저우언라이가 28 볼셰비키파와 마오쩌둥의 권력 투쟁에서 그에게 자신의 완전한 지지를 했을 때 국민당군의 추적을 피하는 데 중국공산당의 홍군에 의하여 수행된 장정에서 일찍이 완료되었다.  
장정은 1935년 10월 산시성 북부에 있는 옌안에서 거기에 공산당 기지의 확보와 함께 끝났다.  저우언라이는 중국공산당의 주요 협상자로 만들어져 국민당원들과 전술적인 동맹을 형성하는 어려운 일이 주어졌다.  1935년 후순에 파시즘에 반대하난 새로운 이른바 "인민 전선" 전력에 지어진 중국공산당은 일본군의 공격에 저항하는 목적에 국민당원들과 전체의 애국적 중군인들과 합치는 데 제않하였다.  1936년 12월 시안 사건에서 장제스는 거기에서 국공 내전을 끝내기를 원했던 자신의 부하들에 의하여 체포되었다.  저우언라이는 즉시 시안으로 날아가 장제스의 석방을 확보하는 도움을 주고 제2차 국공 합작을 협상하였다.  저우언라이는 충칭에 있는 장제스의 전시 정부 주재 중국공산당 대사로서 중일 전쟁을 보내고 제2차 세계 대전에 이어 실패한 협상들에 참여하였다.
저우언라이는 또한 미국에 의하여 후원되어 조지 마셜 장군 아래 열린 1946년 국민당원들과 비성공적인 평화 협상에 참여하였다.

## 중화인민공화국의 초대 국무원 총리

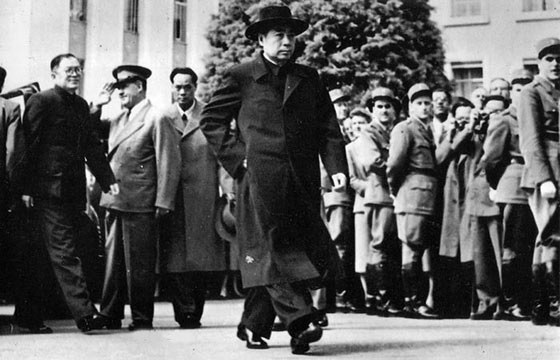
1954년 제네바 회담에서

1949년 중화인민공화국의 설립과 함께 저우언라이는 국무원 총리와 외교부장을 겸임하였다.
1950년 2월 14일 저우언라이는 모스크바에서 중국-소련간 30년 동맹 조약을 맺었다.  1953년 6월 그는 평화를 위하여 5가지 선언을 했다.  그는 제네바 회담 (1954년)과 반둥 회의 (1955년)으로 중화인민공화국 대표단들을 지도하였다.  반둥 회의로 가는 길에 그는 민족주의 국민당에 의하여 암살 시도를 살아남았다.  저우언라이의 여행을 위하여 예정된 전세 비행기 카슈미르 프린세스 호에 미국이 만든 MK7이 설치되었는 데 저우언라이는 마지막 분에 비행기를 바꾸어 탔으나 그의 나머지 16명은 사망하였다.

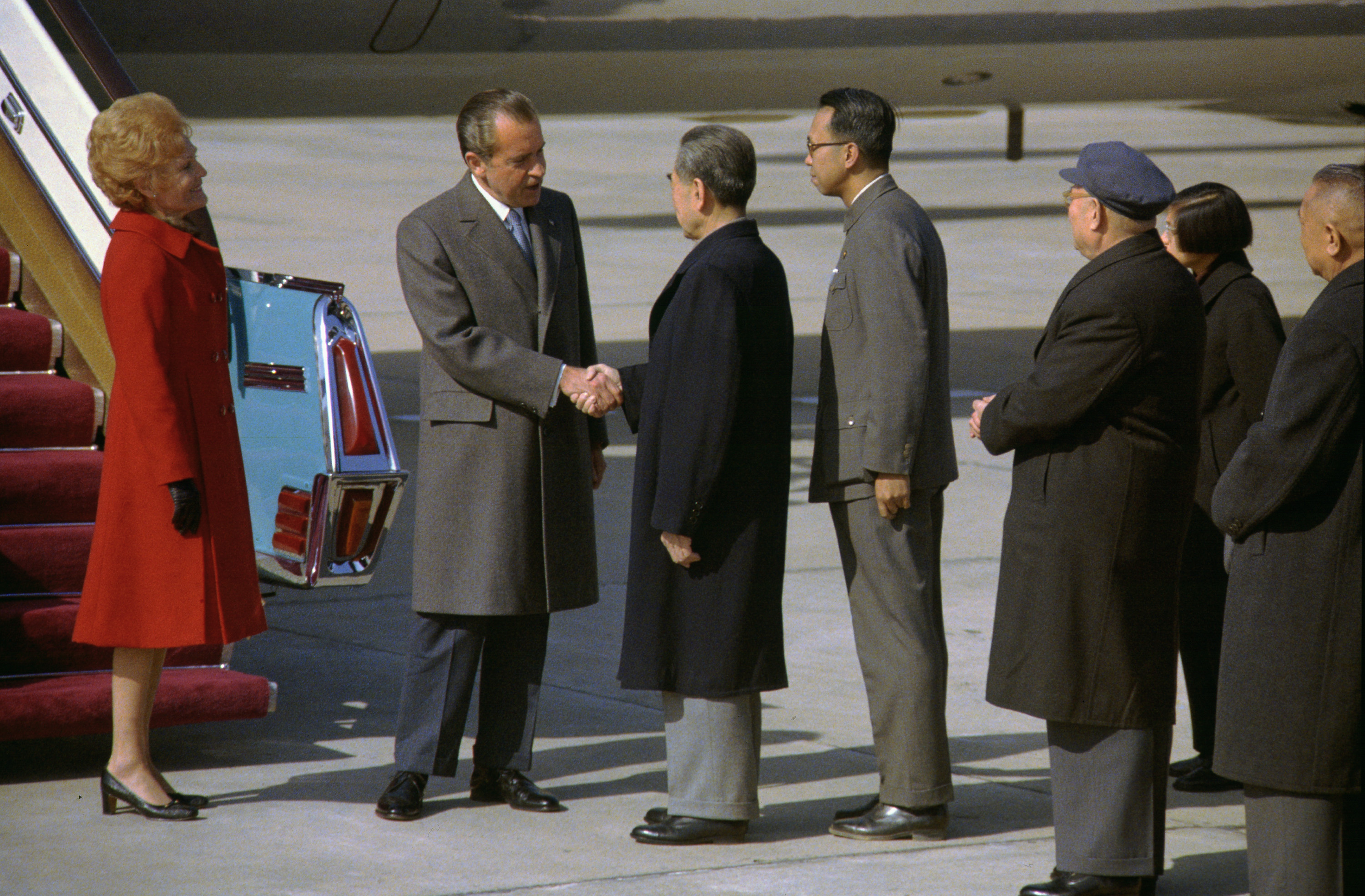
1972년 베이징에 도착한 닉슨 미국 대통령을 맞이하는 저우언라이

1956년과 1964년 사이에 저우언라이는 유럽, 아시아와 아프리카를 통하여 넓은 순방을 하였다.  1958년 외교부장 자리가 천이에게 전달되었으나 저우언라이는 1976년 자신의 사망까지 국무원 총리에 남아있었다.  1964년 저우언라이는 모스크바를 방문했으나 중화인민공화국과 소련 사이에 생겨난 근본적인 차이를 해결할 수 없었다.  저우언라이는 1970년대 초반에 서방과 접촉의 재설립을 위하여 큰 책임이 있었다.  1971년 7월 미국의 특별 교섭인 헨리 키신저가 베이징에서 자신에게 극적인 방문을 이루었을 때 저우언라이는 미국 언론에서 외교관과 협상자로서 평판을 얻었다.  그는 1972년 2월 마오쩌둥과 리처드 닉슨 미국 대통령 사이의 역사적 만남을 정리하고 실행하는 데 큰 책임이 있었고 상하이 공보를 맺었다.
총리가 된 후 저우언라이의 첫 주요 국내적 전념은 전쟁의 수십년 후에 가난한 상태에서 중화인민공화국의 경제였다. 그는 토지의 균등한 재분배를 통하여 증가한 농산물 생산과 산업 발전에 목표를 두었다.  그는 또한 중화인민공화국에서 첫 환경 개혁을 실시하였다.
1956년 저우언라이는 중국공산당의 4명의 부의장들 중의 하나로 선출되었고 1960년대 후반의 문화대혁명 후에 단 한명의 부의장이 있었을 때 저우언라이는 많은 문제들에 자신의 비교적 중간 위치에 불구하고 중국공산당 중앙정치국 상무위원회의 3위 일원으로 남아있었다.  1958년 마오쩌둥은 비현실적인 목표를 가지고 산업과 농업에서 중화인민공화국의 생산률을 증가시키는 것에 목표를 둔 대약진 운동을 시작하였다.  문화대혁명은 저우언라이에게 큰 타격이었다.  1975년 그 말기 단계에서 그는 캠페인들에 의하여 일으켜진 피해를 복구하는 데 4대 현대화를 위하여 추진하였다.  문화대혁명의 말기 단계 동안 1975년에 저우언라이는 마오쩌둥과 또한 그의 가혹한 정책을 시행한 것으로 재판을 받고 유죄 판결을 받은 그의 4번째 부인 장칭, 왕훙원, 장춘차오와 야오원위안을 포함한 정치적 급진파들의 그룹 사인방의 목표물이 도었다.  그들은 문화대혁명에 큰 책임이 있었고 비방과 비난을 통하여 온건적인 공무원들을 축출하는 데 목표로 삼았다.   
1970년대에 문화대혁명이 쇠퇴한 동안 저우언라이는 권력의 직위들로 덩샤오핑과 다른 온건적 지도자들을 복원하려고 노력하였다.  자신이 암에 걸린 것을 발견한 후, 저우언라이는 덩샤오핑에게 자신의 많은 책임들을 전달하기 시작했다.

## 사망과 반응들

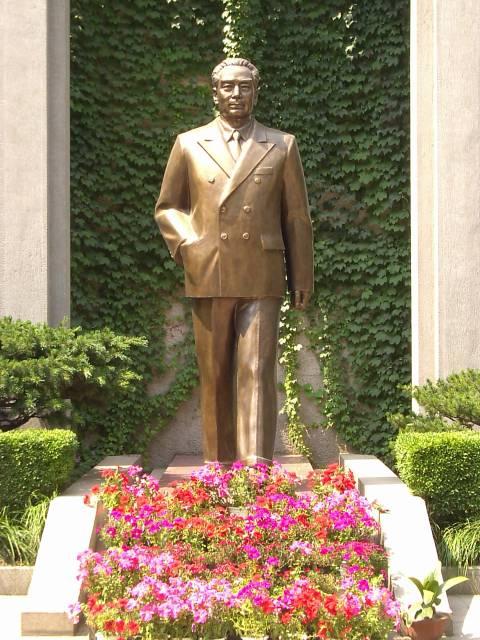
난징에 있는 저우언라이의 동상

1974년 저우언라이는 방광암으로 입원하였으나 덩샤오핑이 중요한 중화인민공화국 국무원의 대부분의 문제들을 다루는 부총리로서 함께 병원으로부터 지속적으로 업무를 수행하였다.  마오쩌둥이 사망하기 8개월 전에 1976년 1월 8일 아침에 저우언라이는 사망하였다.  저우의 사망은 외교관과 협상자로서 그의 재직 동안 그의 활동들에 의하여 영향을 받은 많은 비동맹 국가들로부터 위로와 애도를 표하는 메시지들을 가져왔다.  그가 바란대로 저우언라이의 시신은 화장되어 중화인민공화국 전역에 뿌려졌다.
중화인민공화국 안에서 악명 높은 사인방은 저우언라이의 사망을 절대 권력을 장악하는 데 자신들의 음모로 마지막 주요 도전의 편리한 제거로 여겼다.  저우언라이의 장례식에서 덩샤오핑이 공식 추도사를 전했으나 그는 이후에 마오쩌둥의 사망 후까지 정치에서 축출되었다.  사인방은 인민들 중에 생겨난 애도의 자발적인 표현들이 그들에게 위험할 것 같이 두려워했다.  
그해 4월 천안문 사건이 일어난 동안 "사랑을 받은 총리"를 위허여 애도를 진압하는 데 사인방의 시도는 폭동에 결과를 가져왔다.  사인방을 비판하는 시가 놓인 어떤 화환에 찾아졌고 그후 전체의 화환들은 즉시 인민의 영웅들로 기념비로 끌려갔다.  이런 행동들은 인민들을 더욱 자극했을 뿐이다.  수천명의 무장 근로자-군인들이 천안문 광장에서 인민들의 항의를 잔인하게 진압하였고 수백명이 체포되었다.  사인방은 반란을 덩샤오핑에게 핑계대어 그를 공무원 직위들로부터 제거하였다.
기념관은 톈진에서 저우언라이와 그의 부인에게 봉납되어 톈진 저우언라이 덩잉차오 기념관으로 이름이 붙었고, 그의 동상은 1940년대에 그가 국민당과 함께 일했던 난징에 세워졌다.  1977년 국가의 우표 발행이 그의 사망 1주년, 그리고 1998년 그의 100세 생일을 기념하였다.

## 평가
저우언라이는 정통적으로 숙련된 협상자, 정책 구현의 대가, 헌신적인 혁명가이자 참을성 있는 실천적인 정치인과 세부 사항과 뉘앙스에 대한 특이한 주의력으로 여겨졌다.  그는 또한 자신의 봉납으로 알려졌으며 어쩌다 유교 전통에서 마지막 만다린 관료가 된 것으로 말해졋다.  저우언라이의 정치적 행동은 그의 성격은 물론 그의 정치적 철학의 빛으로 보아야 한다.  대체로 저우언라이는 전통적 중국의 육성과 함께 공산주의 정치인에 내제된 역설을 요약하였으며 한번 보수적이자 급진적, 실용적이고 이념적이며 반란과 혁명으로 약속은 물론 질서와 조화에 대한 믿음에 의하여 소유되었다.
근대의 중국이 창립되었던 것에 공산주의 이상에 대한 확고한 믿음이 있지만 저우언라이는 자신이 정책으로 주요 변화들을 가져오는 데 필요한 권력을 행사하지 못했어도 마오쩌둥의 정권의 어떤 최악의 과도에 많은이들이 온건한 영향력을 미쳤다고 생각하면서 보였다.  마오쩌둥의 홍위병들의 난동으로부터 중국의 어떤 가장 낡은 종교적 그리고 왕당파의 대지들을 보호하고 그의 숙청 동안 많은 최고 수준의 군사와 정부 지도자들을 방패로 삼는 데 그의 영향력을 이용했던 것이 제안되어 왔다.

## 같이 보기
- 광저우 폭동
- 난창 봉기
- 장시 소비에트
- 인민영웅기념비
- 쭌이회의
- 대장정
- 주더
- 리다자오
- 천두슈
- 취추바이
- 루쉰
- 마오쩌둥
- 궈모뤄
- 마오둔
- 저우양
- 류사오치
- 장칭
- 천보다
- 캉성
- 린뱌오
- 왕훙원
- 야오원위안
- 장춘차오
- 덩샤오핑
- 시중쉰
- 중국공산당
- 중국 10대 원수
- 제2차 세계 대전
- 한국 전쟁
- 삼반오반운동
- 반우파 운동
- 대약진운동
- 문화 대혁명
- 블라디미르 레닌
- 아돌프 히틀러
- 이오시프 스탈린
- 레프 트로츠키
- 호치민
- 폴 포트
- 김두봉
- 김무정
- 데탕트
- 쑹스룬
- 둥비우
- 예젠잉
- 김일성
- 최용건
- 최현
- 박헌영
- 정율성

## 참고 자료
- 황보종우 (2003년 9월 1일). 《청소년을 위한 세계사 사전》. 청아출판사. ISBN 978-89-368-0097-0.

| 전임 (초대) | 제1대 중화인민공화국 중앙인민정부 정무원 총리 1949년 10월 1일 ~ 1954년 9월 27일 | 후임 (국무원 총리)저우언라이 |

| 전임 (정무원 총리)저우언라이 | 제1대 국무원 총리 1954년 9월 27일 ~ 1976년 1월 8일 | 후임 (권한대행)린뱌오 화궈펑 |

| 전임 (초대) | 제1대 중화인민공화국 외교부장 1949년 ~ 1958년 | 후임 천이 |

| 전임 마오쩌둥 | 중국인민정치협상회의 의장 1954년 ~ 1976년 1월 8일 | 후임 덩샤오핑 |